# Naddniprjanske
Naddniprjanske (ukrainisch Наддніпрянське; russisch Надднепрянское Naddneprjanskoje) ist eine Siedlung städtischen Typs in der ukrainischen Oblast Cherson mit etwa 1100 Einwohnern (2014).

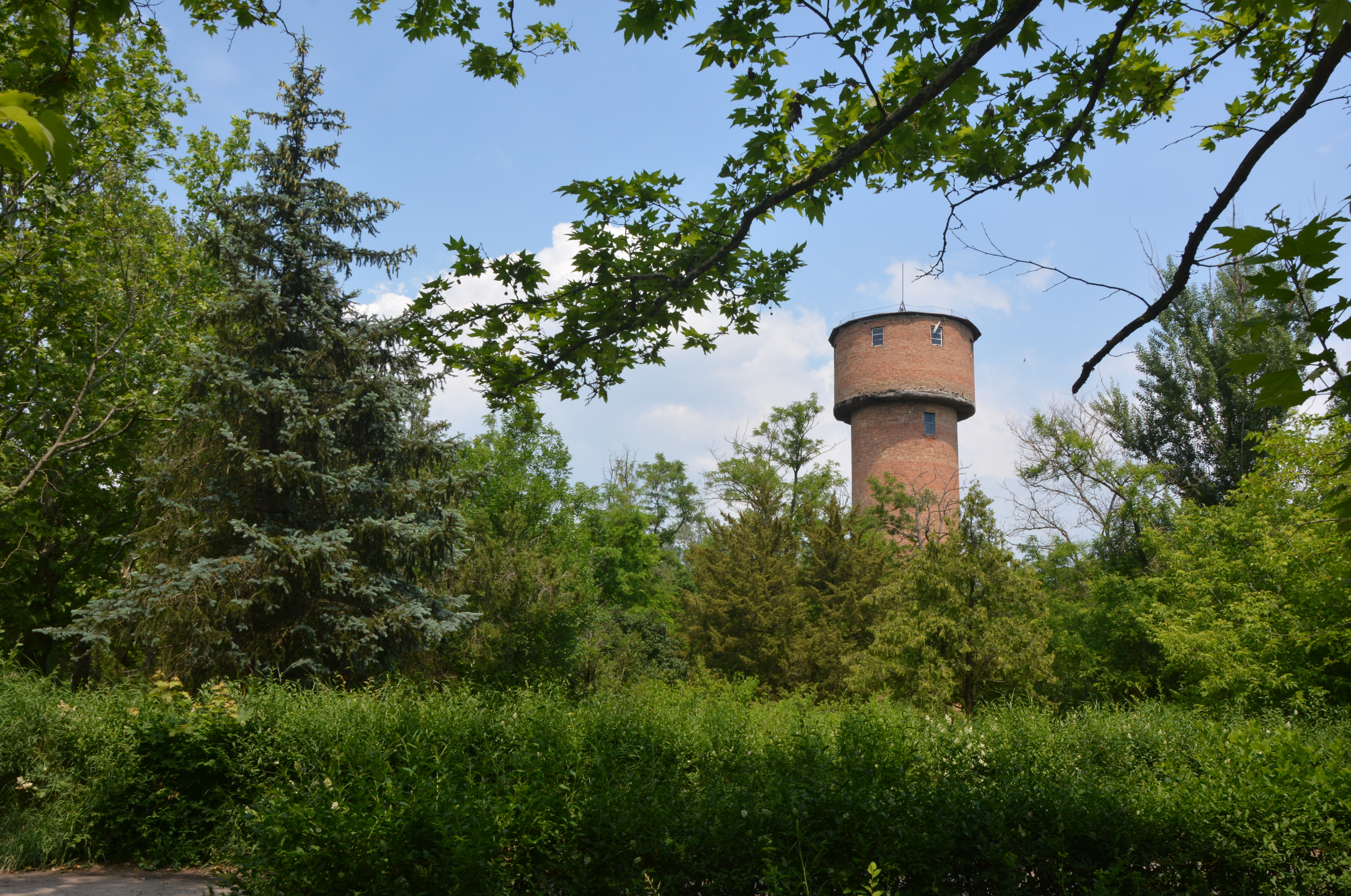
Gebäude im Ort

Naddniprjanske wurde 1966 als Wohnstadt für die Mitarbeiter des parallel gegründeten Instituts für Landwirtschaftsbewässerung (Інститут зрошуваного землеробства/Instytut sroschuwanoho semlerobstwa) gegründet und erhielt 1979 den Status einer Siedlung städtischen Typs.
Naddniprjanske liegt nahe dem Ufer des Inhulez an der Fernstraße M 14, der Regionalstraße P–47 sowie an der Territorialstraße T–15–05 15 km nordöstlich der Oblasthauptstadt Cherson.
Am 12. Juni 2020 wurde die Siedlung ein Teil der Stadtgemeinde Cherson; bis dahin bildete sie zusammen mit der Ansiedlung Inschenerne (Інженерне) die Siedlungsratsgemeinde Naddniprjanske (Наддніпрянська селищна рада/Naddniprjanska selyschtschna rada) im Nordosten der Stadt Cherson als Teil des Stadtrajons Dnipro.
Seit dem 17. Juli 2020 ist sie ein Teil des Rajons Cherson.